# Lam Phương
Lam Phương (20 tháng 3 năm 1937 – 22 tháng 12 năm 2020) là một nhạc sĩ tiêu biểu của dòng nhạc đại chúng, nhạc trữ tình, tân nhạc Việt Nam với 217 tác phẩm phổ biến từ giữa thập niên 1950 đến nay. Ông còn có bút danh khác là Thương Anh.

## Cuộc đời
Lam Phương tên thật là Lâm Đình Phùng, sinh ngày 20 tháng 3 năm 1937 tại làng Vĩnh Thanh Vân, quận Châu Thành, tỉnh Rạch Giá (nay là phường Vĩnh Thanh Vân, thành phố Rạch Giá, tỉnh Kiên Giang). Nội tổ của ông vốn là người Hoa, bỏ nước sang Việt Nam lập nghiệp trong đợt di dân ồ ạt của người Hoa chống đối với nhà Mãn Thanh. Đời ông nội của ông đã bắt đầu lai Việt Nam. Lam Phương là con đầu lòng, lớn lên với mẹ và năm người em trong cảnh nghèo nàn xơ xác. Cha ông đã bỏ đi theo người đàn bà khác từ lúc ông còn nhỏ.
Năm 10 tuổi, mẹ gửi ông lên Sài Gòn học, sống ở nhà người bác ruột. Ông bắt đầu tự mày mò học nhạc, rồi may mắn được nhạc sĩ Hoàng Lang và nhạc sĩ Lê Thương chỉ dẫn. Bút danh Lam Phương do ông lấy từ hai chữ trong tên thật của mình là Lâm và Phùng với ý nghĩa "hướng về phương trời màu xanh hy vọng". Ca khúc đầu tay của ông là bài Chiều thu ấy, viết vào năm 15 tuổi. Ông vay tiền của bạn bè để mướn nhà in in nhạc bướm, sau đó thuê xe chở nhạc đi bán lẻ khắp Sài Gòn. Thời gian đầu sáng tác, ông gặp rất nhiều khó khăn về tài chính khi thường xuyên phải vay tiền những người bạn của mình để tự phát hành các tác phẩm âm nhạc. Thành công với tác phẩm đầu tay, Lam Phương càng miệt mài sáng tác. 3 năm sau, Lam Phương tung ra hàng loạt ca khúc viết về quê hương, trong đó nổi tiếng nhất là Khúc ca ngày mùa được hầu hết các trường học ở vùng Đồng bằng sông Cửu Long chọn để dạy cho học trò ca múa.
Năm 1958, Lam Phương nhập ngũ Quân lực Việt Nam Cộng hòa. Trở về dân sự một thời gian thì được lệnh tái ngũ, gia nhập đoàn văn nghệ Bảo An. Sau khi đoàn này giải tán, ông tham gia ban văn nghệ Hoa Tình Thương và sau cùng là Biệt đoàn Văn nghệ Trung ương cho đến ngày Sài Gòn giải phóng.
Sáng ngày 30 tháng 4 năm 1975, ông và gia đình lên tàu Trường Xuân để tị nạn mà không kịp mang theo tài sản gì. Sau đó, ông được chuyển đến định cư tại Virginia, Hoa Kỳ, nhưng ông lại chuyển về Texas, rồi California. Để có tiền nuôi vợ con, Lam Phương phải làm đủ thứ nghề, từ lau sàn nhà, dọn dẹp cho hãng Sears, đến những việc nặng nhọc như thợ mài, thợ tiện,... Sau khi cuộc sống nơi xứ người dần ổn định, cứ mỗi cuối tuần ông cố gắng thu xếp thuê một quán ăn làm sân khấu ca nhạc kịch để bạn văn nghệ gặp nhau, để Túy Hồng và ông có cơ hội sống lại với nhạc kịch. Sau khi ly dị với Túy Hồng, ông rời sang Paris. Sang đây, ông làm công cho một tiệm tạp hóa, quét dọn, đóng gói, khuân vác,... Cho đến một ngày, ông gặp được một tình yêu mới và ông đã kết hôn với người phụ nữ tên Hường, thế nhưng người này rồi cũng bỏ ông mà theo người khác.
Năm 1995, Lam Phương trở về Mỹ và kết hôn với một phụ nữ khác. Ngày 13 tháng 3 năm 1999, ông bị tai biến mạch máu não và liệt nửa người. Thời gian này, ông gặp rất nhiều khó khăn nhưng cũng nhận được vô vàn tình cảm. Từ chuyện người em gái bỏ cả cửa hàng ăn bên Pháp bay sang Mỹ để chăm sóc cho anh, đến chuyện một người yêu nhạc từ bên Úc mua cho ông một căn nhà và ngày nào cũng gọi điện để bắt ông phải nói chuyện. Bà còn đến tận nơi, vứt chiếc xe lăn ra xa để bắt ông tự đi. Những tình cảm đó giúp nhạc sĩ Lam Phương đã dần bình phục, dù không thể được như xưa.
Lần xuất hiện gần đây nhất vào tháng 8 năm 2016, ông cùng đoàn nghệ sĩ của Trung tâm Thúy Nga sang Singapore thực hiện chương trình Tình ca Lam Phương in Singapore.
Ông qua đời vào ngày 22 tháng 12 năm 2020 tại Fountain Valley, California sau thời gian dài điều trị bệnh tim và tai biến, hưởng thọ 83 tuổi.

## Sự nghiệp

### Tân nhạc
Lam Phương là một trong những nhạc sĩ tiêu biểu của tân nhạc Nam Bộ với 217 tác phẩm đã phổ biến kể từ năm 1952 cho đến nay.
Năm 15 tuổi, ông sáng tác bản Chiều thu ấy nhưng mãi đến năm 1954, ông mới nổi danh với hai bài Kiếp nghèo và Chuyến đò vỹ tuyến. Nhạc của Lam Phương trong thập niên 1950 chủ yếu là cảm xúc về cuộc di cư năm 1954 bao gồm những bài như Chuyến đò vỹ tuyến, Nhạc rừng khuya, Đoàn người lữ thứ, Nắng đẹp miền Nam; nói về quân đội Việt Nam Cộng hòa như Bức tâm thư, Tình anh lính chiến, Chiều hành quân.
Đến thập niên 1960, Lam Phương viết rất nhiều bản nhạc nổi tiếng và đem lại cho ông những khoản lợi rất lớn về tài chính. Thời điểm đó, lương một vị đại tá quân đội cả phụ cấp vào khoảng 50 nghìn đồng tiền Việt Nam Cộng Hòa, lương một vị giám đốc cũng vào tầm đó. Còn nhạc sĩ Lam Phương trong một lần lên Đà Lạt biểu diễn văn nghệ, ngồi trên khu nội trú nhìn xuống thung lũng ông viết bài Thành phố buồn và bán nó với giá 12 triệu đồng. Ngoài ra còn rất nhiều bản khác như Tình bơ vơ, Duyên kiếp... khiến ông có một tài sản lớn.
Song song với việc sáng tác và biểu diễn với các ban nhạc quân đội, Lam Phương còn cộng tác với Trung tâm Quốc gia Điện ảnh, xuất hiện trong 2 bộ phim mang chủ đề vận động cải tiến xã hội là Chân Trời Mới, Niềm Tin Mới.
Sau thời gian đau khổ với những chuyện tình của mình, nhạc sĩ Lam Phương đã lập gia đình. Thời gian đó ông viết nhiều tác phẩm vui tươi điển hình nhất là tác phẩm Ngày hạnh phúc. Bài hát được chọn làm nhạc hiệu Chương Trình Gia Binh của Đài Phát Thanh Quân đội và được người dân dùng rất nhiều trong các đám cưới. Bài hát nổi tiếng với câu hát "Đêm về nghe con khóc vui triền miên". Tiếng con khóc ở đây là con gái đầu lòng của nhạc sĩ, cô Ánh Hằng.
Khi ở Việt Nam, nhạc sĩ Lam Phương có một tài sản rất lớn trong nhà băng. Tuy nhiên, vào sáng ngày 30 tháng 4 năm 1975, cũng như rất nhiều người khác, ông và gia đình lên tàu Trường Xuân để tị nạn mà không kịp mang theo tài sản gì, ra đi với 2 bàn tay trắng. Khi ở trên boong tàu, ông viết bài Con tàu định mệnh với câu hát "Khi đi thấy đường đã xa, bây giờ đường về xứ còn xa hơn ngàn lần". Khi đến đất Hoa Kỳ, ông viết tiếp bản Mất với câu hát da diết "Sau phong ba trời thêm đen tối, lìa quê hương khi mới đổi đời".
Nhạc sĩ Lam Phương sau khi đến Mỹ, trong hoàn cảnh khó khăn khi phải kiếm tiền bằng những công việc chân tay nặng nhọc thì không may hạnh phúc gia đình tan vỡ. Ông vô cùng đau xót và viết hàng loạt ca khúc mà tiêu đề chỉ có 1 chữ như Điên, Mất, Tiếc... Trong đó nổi tiếng nhất có lẽ là bài Lầm và Say.
Một lần nữa, ông lại trắng tay rời sang Paris, mà như ông nói rằng người ta đi tị nạn chính trị còn tôi tị nạn ái tình. Ở đây ông đã gặp được một người phụ nữ tên Hường và viết hàng loạt ca khúc vô cùng tươi vui như Bé yêu, Bài tango cho em. Điển hình là bài Mùa thu yêu đương với câu hát "Đường vào Paris có lắm nụ hồng", hồng ở đây là xuất phát từ người phụ nữ tên Hường. Tuy nhiên cuộc tình này không đi đến đâu, nên sau cùng ông viết Tình vẫn chưa yên. Cũng trong thời gian này, ông bắt đầu cộng tác và giúp đỡ trung tâm Thúy Nga.
Khác với đại đa số các nhạc sĩ ít nhiều có các ca khúc được phổ thơ hoặc viết lời Việt cho các nhạc phẩm ngoại quốc, tất cả các ca khúc của Lam Phương đều do ông tự sáng tác cả nhạc lẫn lời.
Ông còn có bút danh khác là Thương Anh. Bút danh này được sử dụng trong bài Còn mỗi đêm nay (Còn đêm nay thôi), Kỷ niệm sầu và Xuân mộng.

### Kịch nói
Ngoài phần phụ trách nhạc cho ban kịch Dân Nam, Lam Phương còn viết nhạc nền cho ban kịch Kim Cương và ban kịch Thẩm Thúy Hằng.
Năm 1959, Lam Phương và Túy Hồng kết hôn. Năm 1968, với sự động viên của chồng, Túy Hồng đứng ra thành lập riêng một đoàn kịch - Đoàn kịch "Sống - Túy Hồng". Chính đoàn kịch này đã đưa tên tuổi của Lam Phương và Túy Hồng lên tột đỉnh vinh quang. Tất cả những vở kịch của ban kịch Sống – Túy Hồng (do Túy Hồng đóng chính) đều ghép nhạc của Lam Phương vào phần ngoại cảnh, làm cho vở kịch sống động hơn, truyền cảm hơn, thu hút người xem nhiều hơn. Ngược lại, mỗi nhạc phẩm của Lam Phương vừa ra đời đều được "giới thiệu" trong một vở kịch của Túy Hồng. Thời ấy, cứ mỗi tối thứ năm hàng tuần, Đài truyền hình Sài Gòn có tiết mục "thoại kịch" và những vở kịch của ban kịch "Sống – Túy Hồng" bao giờ cũng thu hút nhiều người xem.

## Tác phẩm
Danh sách này không đầy đủ, bạn cũng có thể giúp mở rộng danh sách.

### Trước năm 1975
- Biển tình (1966)[4]
- Biết đến bao giờ (1965)[5]
- Bức tâm thư (1957)[6]
- Buồn chi em ơi (1963)
- Chiếc áo mùa đông (1960)
- Chiều hành quân (1958)
- Chiều hoang vắng (1968)
- Chiều tàn (1959)
- Chiều thu ấy (1952)[7]
- Chờ người (1970)[5]
- Chuyến đò vỹ tuyến (1956)
- Chuyến tàu Thống Nhất (1957)[8]
- Con chim nhỏ mắt người tình
- Duyên kiếp (1961)
- Đêm buồn (1963)[9]
- Đèn khuya (1960)
- Đêm dài chiến tuyến (1966)
- Đêm tiền đồn (1970)
- Đoàn người lữ thứ (1956)[8]
- Đời còn nhiều ngăn cách
- Đơn côi (1964)
- Em là tất cả (1965)[10]
- Giã từ người yêu (1971)
- Giọt lệ sầu (1969)
- Hoa đầu mùa (1959)
- Hương thanh bình (1955)
- Khóc thầm (1972)
- Khúc ca ngày mùa (1955)
- Kiếp nghèo (1955)
- Kiếp tha hương (1961)
- Kiếp ve sầu (1959)
- Kỷ niệm sầu[11]
- Lá thư xanh (1962)[12]
- Lá thư xuân (1955)[12]
- Lá thư miền Trung (1957)[8]
- Lạy trời con được bình yên (1974)
- Lời yêu cuối (1974)
- Mộng ước (1960)
- Một đêm trăng (1956)
- Một kỷ niệm (1965)
- Mùa hoa phượng (1955)[13]
- Nắng đẹp miền Nam (1956)[8]
- Ngày buồn (1971)
- Ngày hạnh phúc (1960)
- Ngày tạm biệt (1960)
- Nghẹn ngào (1969)
- Nhạc rừng khuya (1954)
- Nhớ (1995)
- Như giấc chiêm bao (1990)
- Những gì cho em (1968)
- Phút cuối (1971)
- Rừng xưa (1963)
- Sầu ly hương (1955)[14]
- Thành phố buồn (1970)
- Thu sầu (1969)
- Thuyền không bến đỗ (1973)
- Thương con
- Thương nhau trọn đời
- Tiễn người đi (1960)[5]
- Tình anh lính chiến (1959)
- Tình bơ vơ (1969)
- Tình chết theo mùa đông (1974)
- Tình cố đô (1955)[15]
- Tình đầu muôn thuở (1966)
- Tình mẹ (1956)[8]
- Tình nghĩa đôi ta chỉ thế thôi (1965)
- Tình như mây khói (1973)
- Trăm nhớ ngàn thương (1970)
- Trăng thanh bình (1954)
- Vĩnh biệt (1964)
- Xin thời gian qua mau (1967)
- Xuân hòa bình/Xuân mộng [11]

### Sau năm 1975
- Anh đã biết (1989)
- Bài Tango cho em (1980)
- Bài thơ không đoạn kết (2004)
- Bãi nắng (1991)
- Bé yêu (1984)
- Biển sầu (1983)
- Bọt biển (1982)
- Buồn (1978)[16]
- Buồn không em (1987)
- Cám ơn người tình (1997)
- Chắp tay nguyện cầu (1982)
- Chấp nhận (1984)
- Chỉ có em (1986)
- Chỉ còn là kỷ niệm
- Chiều hoang đảo (1981)
- Chiều Tây Đô (1984)
- Cho em quên tuổi ngọc[17]
- Chờ (1978)
- Chờ một ngày (1996)
- Chúc mừng (1998)
- Chung mộng (1998)
- Chuyện buồn ngày xuân (1976)
- Chuyện tình nàng Tô Thị (1998)
- Cỏ úa (1987)
- Con đường tôi về[18]
- Con tàu định mệnh (1975)
- Còn mỗi đêm nay[11]
- Dòng lệ (1990)
- Đà Lạt cô liêu (1987)
- Đánh mất đêm vui
- Đò tình (1990)
- Đoạn cuối một cuộc tình
- Đường đi trọn kiếp
- Đường về quê hương (1981)
- Đường trần (2000)
- Em đi rồi (1988)[19]
- Gác vắng (1992)
- Giòng lệ
- Gửi người ngàn dặm (1982)
- Hạnh phúc mang theo (2003)
- Hạnh phúc trong tầm tay (1998)
- Khóc mẹ (1979)
- Kiếp phiêu bồng (1992)
- Lầm (1978)
- Mất (1978)
- Mình mất nhau bao giờ (1984)
- Một đời tan vỡ (1983)
- Một mình (1989)
- Một suy tư (1990)
- Một thời hoa mộng
- Mơ (1978)
- Mưa lệ (1991)
- Mùa phượng cuối
- Mùa thu yêu đương (1980)
- Mùa thu vào mộng (1989)
- Mùa xuân nào ta về (1985)
- Mùa xuân không còn nữa (1989)
- Ngày em đi (1992)
- Nguyện cầu cho người (198)
- Niềm tin
- Niềm vui đơn côi (1987)
- Niềm vui không trọn vẹn (1999)
- Nửa đời yêu em / Nửa đời gian khổ (1985)
- Quên (1978)
- Rừng xanh thương nhớ (1984)
- Sài Gòn ơi vĩnh biệt [20]
- Sầu viễn xứ (1989)
- Say (1978)
- Tạ ơn mẹ (1997)
- Tàn thu (1998)
- Tàu về tương lai (1983)
- Tháng Tư buồn (1981)
- Thiên đàng ái ân (1980)
- Thu đến bao giờ (1983)
- Thương (1981)
- Thương về quê em (1990)
- Tiếc (1978)
- Tim vỡ (1998)
- Tìm vết chân xưa (1990)
- Tình đau (1990)[21]
- Tình đẹp như mơ (1988)
- Tình hè (1989)
- Tình hồng Paris (1990)
- Tình lặng lẽ
- Tình mùa đông
- Tình người viễn xứ
- Tình vẫn chưa yên (1983)
- Tình trăm năm (1992)
- Tôi sẽ đi (1990)
- Trả lại em (1985)
- Trước lầu Ngưng Bích (1996)
- Tuổi mơ (1995)
- Tuyết muộn (1997)
- Vĩnh biệt người tình
- Vòng tay chờ đợi (1986)
- Vùng trời ngày đó (1988)
- Xa (1994)
- Xót xa[22]
- Yêu nhau bốn mùa (1991)
- Yêu thầm (1994)[23]

## Vinh danh

### Chương trình ca nhạc
Trung tâm Thúy Nga đã thực hiện nhiều chương trình vinh danh và tưởng nhớ nhạc sĩ Lam Phương:
- Paris By Night 22: 40 Năm âm nhạc Lam Phương
- Paris By Night 28: Lam Phương 2 - Dòng nhạc tiếp nối - Sacrée Soirée 3
- Paris By Night 88: Lam Phương - Đường về quê hương
- Paris By Night 102: Nhạc yêu cầu - Tình ca Lam Phương
- Thúy Nga Music Box #12: Hương Lan & Marie Tô - Tình ca Lam Phương
- Thúy Nga Music Box #18: Ngọc Anh - Tình ca Lam Phương & Phú Quang
- Thúy Nga Music Box #42: Mạnh Quỳnh & Phi Nhung - Tình khúc Lam Phương - Phút Cuối
- Thúy Nga Music Box #54: Tuấn Vũ, Băng Tâm, Phương Yến Linh, Tuấn Phước - Tình khúc Lam Phương - Biển Tình

Trung tâm Asia đã thực hiện 1 chương trình vinh danh nhạc sĩ Lam Phương:
- Asia 77: Dòng Nhạc Anh Bằng & Lam Phương (cùng với nhạc sĩ Anh Bằng)

Nhiều ca sĩ cũng thực hiện album chủ đề nhạc Lam Phương như Hương Lan, Bạch Yến, Lưu Hồng, Họa Mi, Ý Lan, Hạ Vy, Ngọc Anh...
Năm 2016, trên kênh VOV3 của Đài Tiếng nói Việt Nam, trong chương trình "Âm nhạc 168", nhạc sĩ Lam Phương đã được giới thiệu cùng với ca khúc nổi tiếng Thành phố buồn với những lời lẽ rất trân trọng: "Nhạc sĩ Lam Phương: 64 năm tận hiến cho âm nhạc". Việc trân trọng giới thiệu nhạc sĩ Lam Phương trên kênh truyền thông chính thống của chính quyền trong nước này có thể được coi là một bước tiến trong việc hòa giải dân tộc.
Ngày 15 tháng 8 năm 2018, dự án Lam Phương – The Gift (Món quà) được giới thiệu tại Thành phố Hồ Chí Minh. Dự án do ca sĩ hải ngoại Hoàng Hiệp cùng nhóm bạn tại Mỹ khởi xướng. Phạm Quỳnh Anh là ca sĩ xuất hiện xuyên suốt các tập. Nhạc sĩ Lam Phương có mặt để động viên tinh thần các ca sĩ và ban nhạc trong một vài tập. Dự án được phát tối thứ bảy hàng tuần trên YouTube từ ngày 18 tháng 8. Buổi giới thiệu còn có sự tham gia của nhạc sĩ Lam Phương lần đầu trò chuyện trực tuyến cùng truyền thông trong nước. Ông chia sẻ niềm hy vọng sẽ được sớm trở về Việt Nam để gặp gỡ khán giả dù sức khoẻ không được tốt. Trong 20 tác phẩm của nhạc sĩ Lam Phương do ca sĩ Hoàng Hiệp và Phạm Quỳnh Anh chọn biểu diễn trong dự án, có bài hát lần đầu tiên được giới thiệu chính thức với người yêu nhạc: Buồn – một trong những bài hát ít được phổ biến của nhạc sĩ Lam Phương. Bài hát Buồn từng được danh ca Khánh Ly thực hiện thu thanh, đến nay chưa có ca sĩ nào thể hiện.

### Sách
Năm 2019, Lam Phương - Trăm nhớ ngàn thương là cuốn sách viết về cuộc đời, sự nghiệp của nhạc sĩ Lam Phương, do nhà báo Nguyễn Thanh Nhã chấp bút qua nguồn tư liệu từ gia đình nhạc sĩ được Phanbook - Nhà xuất bản Phụ Nữ phát hành.